# En concert (album de l'Orchestre national de Barbès)
Pour les articles homonymes, voir En concert.
Albums de Orchestre national de Barbès
Poulina
(1999)
En concert est le premier album du groupe Orchestre national de Barbès, sorti le 24 février 1997. Il s'agit d'un album autoproduit par Samarkand et enregistré en concert à l'Agora d'Évry par le groupe lors de ses débuts sur les scènes.

## Liste des titres
1. Mimouna- 5:37
2. Sawye- 4:25
3. Hagda- 5:27
4. Savon- 7:39
5. Zawiya- 6:25
6. Salam- 5:57
7. Labou- 4:04
8. Ma ychali- 12:41
9. Toura- 5:41
10. Chalini- 7:46
11. Alaoui- 7:02
12. Dor biha- 5:44